# Monumento a Cola di Rienzo
Il Monumento a Cola di Rienzo è una statua bronzea realizzata dallo scultore Girolamo Masini e posta su un basamento di laterizio rivestito di marmo, opera dell'architetto Francesco Azzurri, nell'aiuola tra la scalinata che porta alla basilica di Santa Maria in Aracoeli e la Cordonata capitolina a Roma.

## Storia
Dopo la presa di Roma nel 1870 e l'annessione di quest'ultima al Regno d'Italia l'assessore alla pubblica istruzione del comune Biagio Placidi propose di erigere un monumento alla memoria di Cola di Rienzo, Senatore di Roma che nel XIV secolo promosse la nascita di un comune indipendente dai dissidi fra le varie famiglie baronali e dal papato. La proposta di Placidi fu sostenuta dal sindaco Leopoldo Torlonia e successivamente ottenne l'appoggio del consiglio comunale, che accolse la proposta nel 1886 predisponendo l'acquisto di una statua bronzea realizzata dallo scultore fiorentino Girolamo Masini nel 1871.
Tuttavia non esisteva un accordo sulla collocazione della scultura vista la complessità politica del personaggio, reputato eccessivamente anticlericale e repubblicano da una parte ma anche come una sorta di "profeta" di un nuovo Impero romano dall'altra. Scartata la possibilità di posizionare la statua nella neonata piazza Cola di Rienzo, nel rione Prati, la scelta ricadde sulla Cordonata del Campidoglio, luogo legato alla carica ricoperta dal tribuno, al fine di evitare di attribuire alla vicenda un significato politico di qualsiasi stampo. Si presume inoltre che in quel luogo sia avvenuto il linciaggio di Cola di Rienzo nel 1354. L'installazione, curata dall'architetto Francesco Azzurri, fu inaugurata senza particolari cerimonie il 20 settembre 1887.

## Descrizione
Il monumento è collocato in un'aiuola tra la scalinata che conduce alla basilica di Santa Maria in Aracoeli e la Cordonata che conduce a piazza del Campidoglio, sulla cima dell'omonimo colle, sede degli organi che si sono avvicendati nell'amministrazione di Roma dopo la caduta dell'Impero romano d'Occidente.
La statua bronzea, che rappresenta Cola di Rienzo incappucciato nell'atto di arringare il popolo, è collocata sopra un basamento realizzato in laterizio e ricoperto da rilievi marmorei, provenienti in parte dalla vicina scalinata dell'Ara Coeli, ed è rivolta verso la base della celebre scalinata capitolina. Sulla base della scultura è visibile un'incisione che richiama al soggetto rappresentato: "Cola de Rienzi".